# Diego Vera
Diego Vera, vollständiger Name Diego Daniel Vera Méndez, (* 5. Januar 1985 in Montevideo) ist ein uruguayischer Fußballspieler.

## Karriere

### Vereine
Der 1,81 Meter große Offensivakteur Vera stand zu Beginn seiner Karriere von 2004 bis Ende 2006 in Reihen der Mannschaft von Bella Vista. In den Saisons 2004, 2005/06 und 2006/07 kam er dort saisonübergreifend zu 32 Einsätzen in der Primera División und schoss dabei 14 Tore. Sodann spielte er bis Mitte Januar 2009 für Nacional Montevideo. Bei den „Bolsos“ traf er fünfmal bei 31 Erstligaeinsätzen ins gegnerische Tor. In der Clausura 2009 gehörte er dem Kader von Defensor Sporting an. Für die Montevideaner lief er in zwölf Erstligabegegnungen (fünf Tore) auf und acht Partien (ein Tor) der Copa Libertadores 2009 auf. Im August 2009 kehrte Vera zu Nacional Montevideo zurück und kam in der Spielzeit 2009/10 elfmal (zwei Tore) in der höchsten uruguayischen Spielklasse und dreimal (kein Tor) in der Copa Libertadores 2010 zum Einsatz. In der Apertura 2010 absolvierte er als Spieler von Liverpool Montevideo 14 Erstligapartien und schoss sechs Tore. Mitte Januar 2011 lieh ihn der chinesische Verein Shanghai Shenxin aus. Seine Einsatzbilanz bei den Asiaten weit elf Ligaeinsätze und drei Tore aus. Ab Mitte Juli 2011 folgte eine weitere Ausleihe zu Deportivo Pereira. Im Trikot der Kolumbianer wirkte Vera in 15 Ligaspielen (ein Tor) mit. Kurz nach Jahresbeginn 2012 schloss er sich wieder Liverpool Montevideo an und zeigte sich beim Klub aus Montevideo mit 13 Toren bei 15 Einsätzen in der Clausura 2012 äußerst treffsicher. 
Im Juli 2012 wurde er auf Leihbasis an den Querétaro FC abgegeben. Für die Mexikaner bestritt er 15 Erstligapartien (zwei Tore) und zwei Spiele (kein Tor) in der Copa México. Mitte Januar 2013 schloss Vera sich im Rahmen eines weiteren Leihgeschäfts Atlético de Rafaela an. Neben 44 Einsätzen und 17 Treffern in der Primera División steht bei den Argentiniern ein Einsatz (ein Tor) in der Copa Argentina für ihn zu Buche. Nachdem sein Engagement in Rafaela Mitte 2014 geendet hatte, wurde er zu Estudiantes de La Plata transferiert. Beim argentinischen Erstligisten spielte er 23-mal (sechs Tore) in der Liga, dreimal (ein Tor) im nationalen Pokal, sechsmal (drei Tore) in der Copa Sudamericana 2014 und dreimal (kein Tor) in der Copa Libertadores 2015. Ab Mitte Juli 2015 setzte Vera seine Karriere bei CA Independiente fort. Für den Verein aus Avellaneda absolvierte er 40 Partien in der höchsten argentinischen Spielklasse und traf dabei 13-mal ins gegnerische Tor. Zudem wurde er viermal (ein Tor) in der Copa Argentina, sechsmal (kein Tor) in der Copa Sudamericana 2015 und viermal (kein Tor) in der Copa Sudamericana 2016 eingesetzt. Ende Februar 2017 verpflichtete ihn der Club Atlético Colón. Bislang (Stand: 16. Juli 2017) bestritt er für diesen Arbeitgeber 14 Ligaspiele (fünf Tore) und eine Pokalpartie (kein Tor).

### Nationalmannschaft
Vera debütierte am 27. September 2006 bei der 0:1-Niederlage im Freundschaftsspiel gegen Venezuela unter Trainer Óscar Tabárez in der uruguayischen A-Nationalmannschaft, als er in der 82. Spielminute für Sergio Blanco eingewechselt wurde. Am 18. Oktober jenes Jahres folgte beim 4:0-Sieg gegen den gleichen Gegner ein weiterer achtminütiger Länderspiel-Kurzeinsatz. Sein drittes und letztes Länderspiel bestritt er am 7. Februar 2007 beim 3:1-Auswärtssieg gegen Kolumbien. Auch dabei erhielt er lediglich drei Minuten Spielzeit. Ein Länderspieltor gelang ihm bei diesen Kurzeinsätzen nicht.